# Martin Dvořák (triatlonista)
Martin Dvořák (* 30. července 1960) je český podnikatel, sportovní manažer a bývalý československý a český sportovní plavec, triatlonista a kvadriatlonista.

## Život
Vystudoval obor strojní mechanizace na České zemědělské univerzitě v Praze (získal titul Ing.).
Po studiích se jeho kariéra pohybovala převážně ve spojení se sportem. Mezi lety 1993 a 1996 působil jako profesionální sportovec, kdy byl reprezentantem České republiky v triatlonu (zemi mimo jiné zastupoval na mistrovství Evropy i světa). Stal se držitelem titulu mistr světa a byl prvním Čechem, který absolvoval legendární závod Ironman v čase pod 9 hodin. Po ukončení aktivní kariéry sportovce působil jako profesionální trenér a organizátor sportovních a společenských akcí. Aktivně se angažuje v řadě sportovních spolků a sdružení ve vedoucích organizačních postech, jako například Klub vodních sportů Praha a Pražský atletický svaz.
Od roku 2008 je jednatelem sportovně-marketingové firmy SportGroup.cz.
Martin Dvořák žije v Praze. Je ženatý, má dvě děti. Mezi jeho koníčky patří nadále sport a také rodina, kultura a příroda.

## Sportovní kariéra

### Plavání
Se závodním plaváním začínal v 10 letech po zařazení do plavecké třídy ZŠ Sázavská. Připravoval se v oddíle Bohemians v bazénu vinohradské sokolovny pod vedením Zdeňka Skály. Na podzim 1976 byl zařazen do střediska vrcholového sportu ministerstva školství k trenéru Rudolfu Poledníkovi. Do střediska přišel jako talentovaný motýlkář, ale postupně se více zaměřoval na techniku kraul, 100 a 200 m. 
Svého plaveckého vrcholu dosáhl v roce 1978, po maturitě a přijetí na vysokou školu začala jeho výkonnost stagnovat. V roce 1980 zůstal daleko za splněním nominačních kritérí pro start na olympijských hrách v Moskvě. Nový impuls dostal v roce 1983, kdy do oddílu pražských Vysokých škol přišli trenér Jaroslav Strnad se svým svěřencem Radkem Havlem. Jako Havlův sparingpartner se zlepšil na 200 m volný způsob k hranici 1:55 min. 
V olympijském roce 1984 patřil do širšího výběru československé reprezentace. Jeho služeb si na soustředěních v tréninku pochvalovala největší sprinterská plavecká osobnost Marcel Géry "Dvořák je zkušený závodník a vhodný tréninkový typ. Velmi dobře snáší zatížení a vytváří dobrou pohodu."
Jeho start na olympijských hrách v Los Angeles byl podmíněn nominací štafety na 4×200 m. Nejlepší dosazené výkony v roce 1984 na 100 m (53,59) a 200 m (1:54,80) volný způsob figurovaly až ve třetí-čtvrté desítce světového žebříčku a na individuální nominaci by s vysokou pravděpodobností nestačily. Měsíc před uzavřením olympijské nominace vyšlo 14. května v tisku oficiální prohlášení o neúčasti Československa na olympijských hrách v Los Angeles.
Jako kompenzace sportovcům z východního bloku byl za olympijské hry zorganizován v srpnu plavecký závod Družba 84 v Moskvě, na které se s reprezentační štafetou 4×200 m nominoval. Úvodení den družby startoval v individuálním závodě 200 m volný způsob a sedmým časem v rozplavbách postoupil do finále. V odpoledním finále obsadil poslední 8. místo časem 1:55,45. Další den byla na pořadu štafeta 4×200 m volným způsobem, ve které plaval první úsek. Podle prognóz měla československá štafeta bojovat o třetí místo se štafetou Bulharska. Hned po startu uplavali všem štafety Sovětského svazu a Německé demokratické republiky. Na prvním úseku se držel do poloviny tratě bulharské štafety, ale po 100 metrech začal ztrácet a předával z výraznou ztrátou jako čtvrtý. Na třetím úseku však bulharskou štafetu dohonil a přeplaval Josef Hladký a na posledním čtrvtém úseku rozhodl o zisku bronzových medailí Marcel Géry v čase nového československého rekordu 7:37,33.
Sportovní plaveckou kariéru ukončil po letní sezóně 1985.

### Triatlon a kvadriatlon
V druhé polovině osmdesátých let začaly být masově populární závody v nové sportovní discplíně triatlonu. Důvodem bylo zkrácení distancí originální soutěže, extrémního závodu Ironman a vytvoření nového závodu tzv. krátkého "olympijského" triatlonu. Součastí triatlonu je plavání, ve kterém vynikal, cyklistika a běhání patří k rozšířeným sportovním aerobním aktivitám téměř všech sportovců.
S triatlonem začínal závodně v roce 1989 v klubu TJ Čedok Praha. Bylo mu 29 let. V srpnu 1990 reprezentoval poprvé Československo na mistrovství Evropy v krátkém triatlonu v rakouském Linci, kde v cíli obsadil 67. místo V devadesátých letech dvacátého století závodil za ústeckou profesionální triatlonovou stáj KB Racing Team, která v průběhu let měnila sponzora – KB Likér, Kieswetter. V roce 1994 stáj ukončila činnost a mezi lety 1995 a 1996 tak závodil za "Česká spořitelna Triathlon Team". Součástí týmu byla mimo jiné lyžařka Kateřina Neumannová. 
Celkem startoval na dvou mistrovství světa  a čtyřech mistrovství Evropy. V závodech byl po plaveckém úseku v čele závodu, v cyklistice svoje pozice zhruba udržel, v závěrečném běhu se však výrazně propadal.

#### Výsledky v reprezentaci
| rok  | věk    | závod              | disciplína       | poz. | čas     | datum     | místo                          | poznámka           |
| ---- | ------ | ------------------ | ---------------- | ---- | ------- | --------- | ------------------------------ | ------------------ |
| 1990 | 30 let | mistrovství Evropy | krátký triatlon  | 67.  | 2:00:34 | 26.8.1990 | Linec, Rakousko                |                    |
| 1991 | 31 let | mistrovství Evropy | krátký triatlon  | 44.  | 2:01:22 | 8.9.1991  | Ženeva, Švýcarsko              |                    |
| 1992 | 32 let | mistrovství Evropy | krátký triatlon  | DSQ  | DSQ     | 5.7.1992  | Lommel, Belgie                 | DSQ – jízda v háku |
| 1992 | 32 let | mistrovství světa  | krátký triatlon  | 71.  | 1:58:01 | 12.9.1992 | Huntsville, Kanada             |                    |
| 1993 | 33 let | mistrovství světa  | krátký triatlon  | 91.  | 2:03:18 | 22.8.1993 | Manchester, Spojené království |                    |
| 1994 | 34 let | mistrovství Evropy | střední triatlon | 28.  | 4:20:10 | 6.8.1994  | Novo mesto, Slovinsko          |                    |

Vedle triatlonu přišly v devadesátých letech dvacátého století v Česku do módy další podobné sporty. Popularitu si získal zvláště kvadriatlon, kde triatlonové disciplíny doplňoval kajak. Mistrovství světa organizace WQF se pořádalo každoročně koncem září na španělském ostrově Ibiza. V roce 1995 toto mistrovství vyhrál po třech druhých místech.
Sportovní kariéru ukončil v roce 1997. 

## Politická kariéra
Ve volbách do Senátu PČR v roce 2018 kandidoval jako nestraník za ODS v obvodu č. 20 – Praha 4. Se ziskem 12,44 % hlasů skončil na 3. místě.